# London Borough of Hounslow

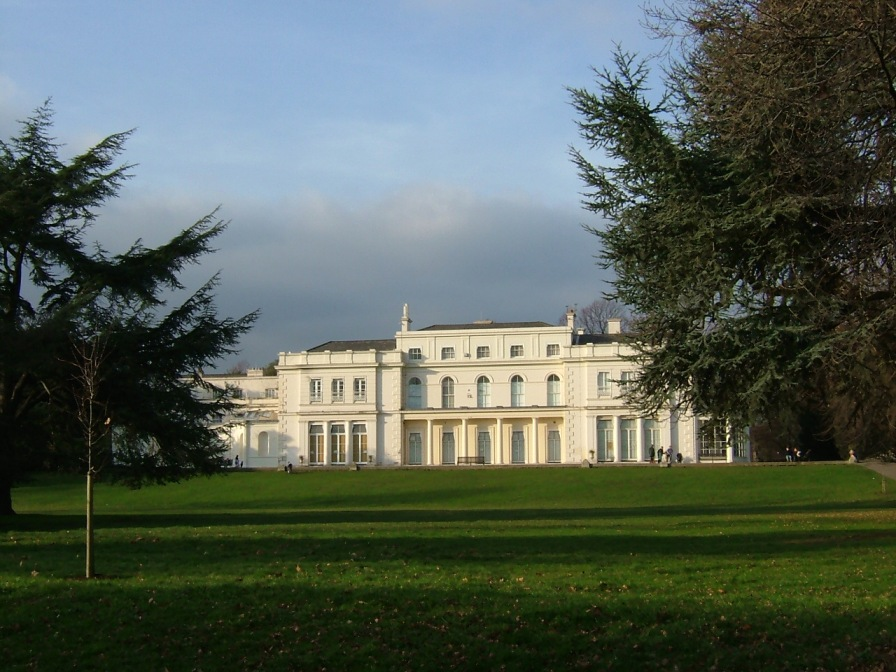
Gunnersbury Park Museum

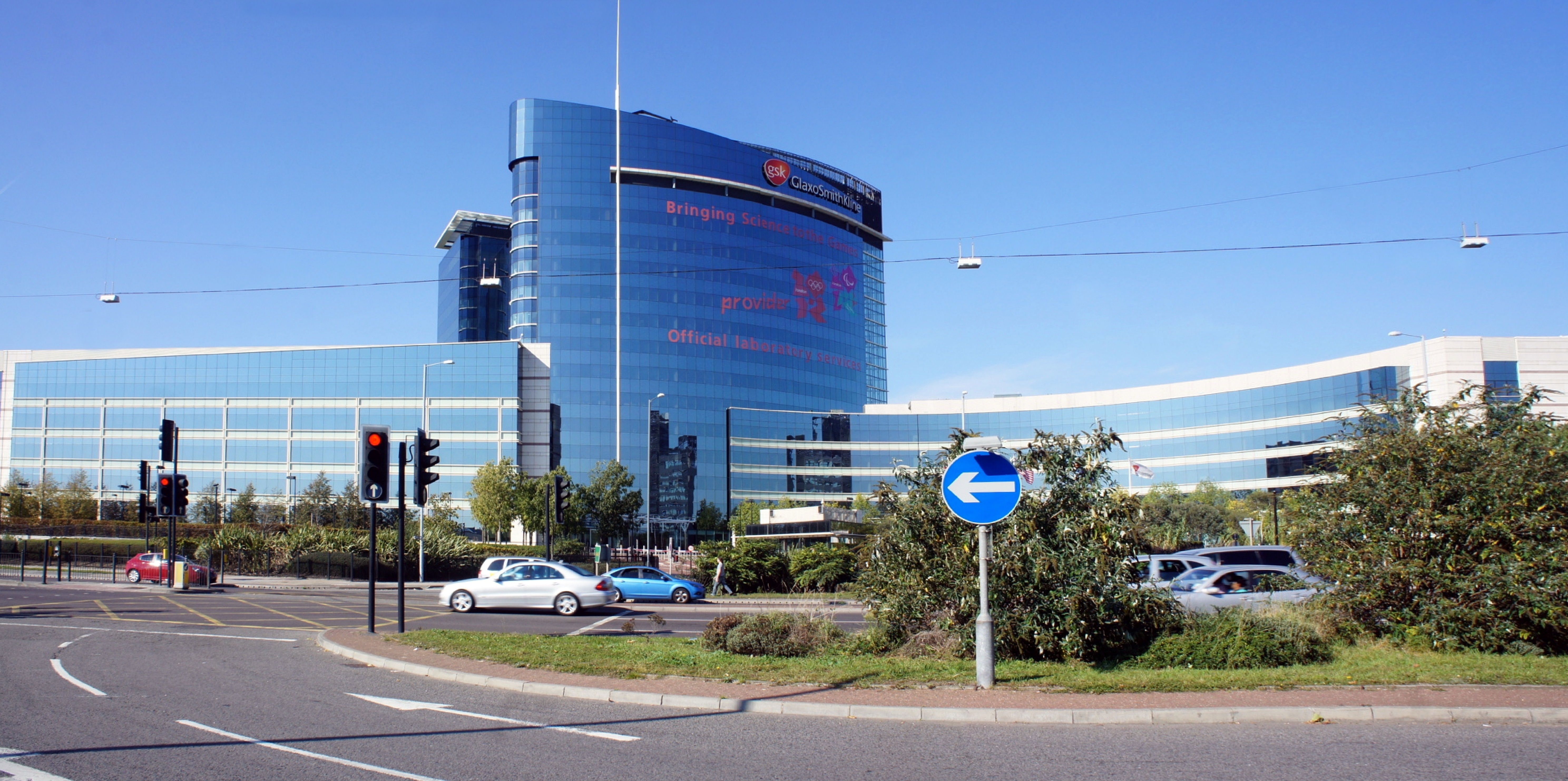
siedziba GlaxoSmithKline

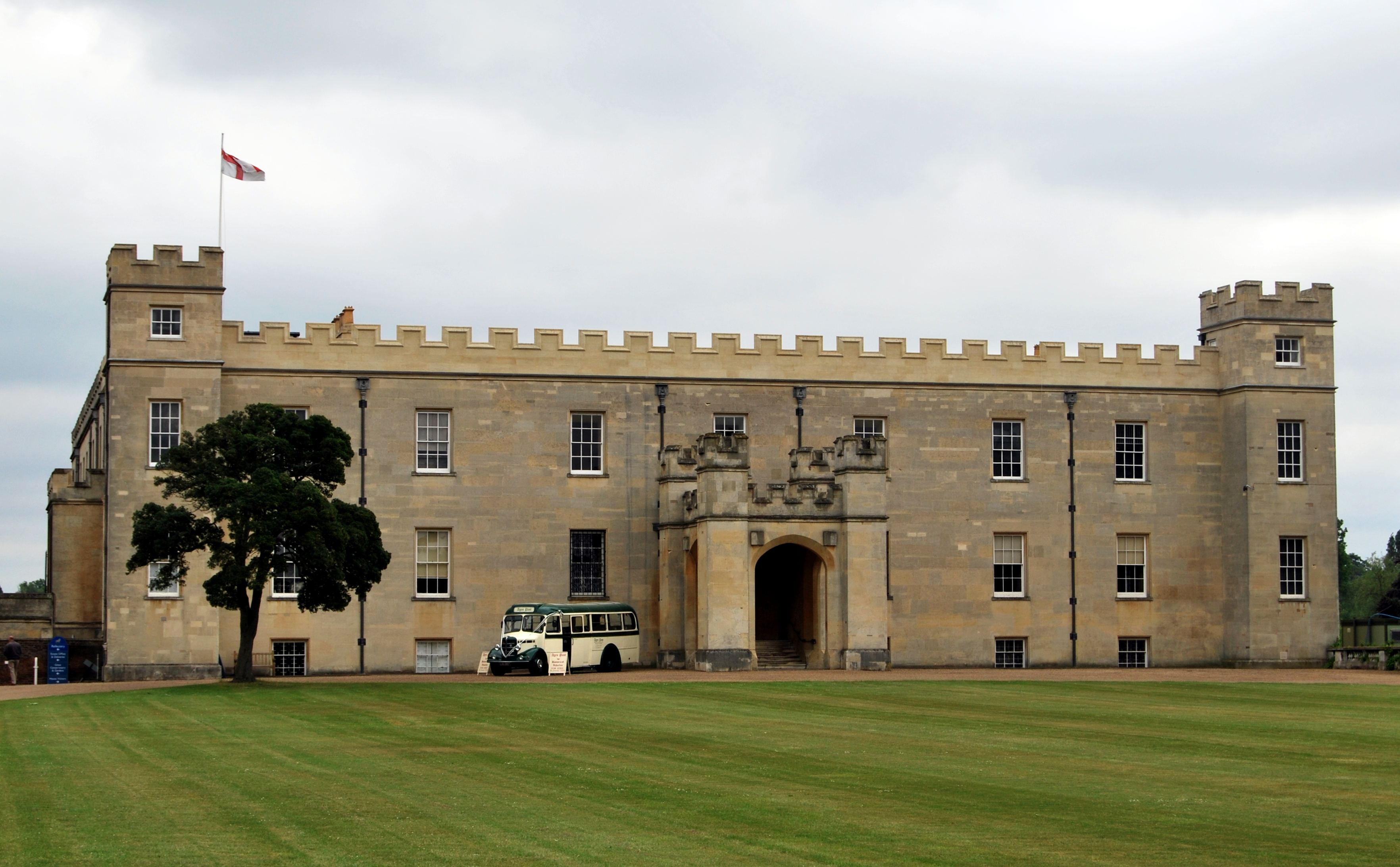
Syon House

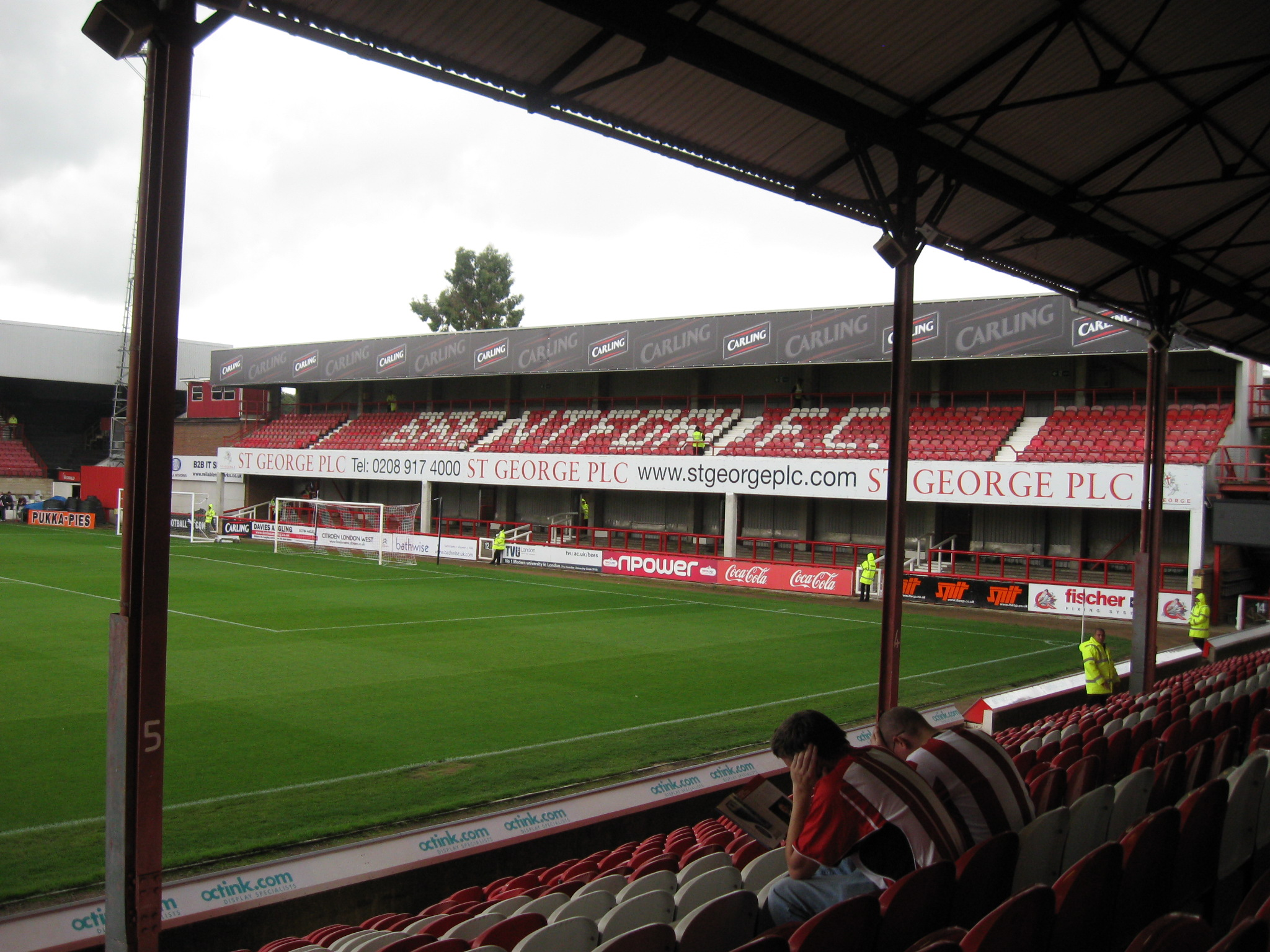
stadion Griffin Park – Brentford F.C.

London Borough of Hounslow – jedna z 32 gmin Wielkiego Londynu położona w jego zachodniej części. Wraz z 19 innymi gminami wchodzi w skład tzw. Londynu Zewnętrznego. Władzę stanowi Rada Gminy Hounslow (ang. Hounslow Council). Jej centrum stanowi Hounslow, które powstało w XIII wieku.

## Historia
Gminę utworzono w 1965 roku na podstawie ustawy London Government Act 1963 z obszarów Brentford and Chiswick (ang. Municipal Borough of Brentford and Chiswick) i Heston and Isleworth (ang. Municipal Borough of Heston and Isleworth) utworzonych w 1932 roku oraz Feltham (ang. Feltham Urban District) utworzonego w 1904 roku

## Geografia
Gmina Hounslow ma powierzchnię 55,98 km², graniczy od północnego zachodu z Hillingdon, od północnego wschodu z Ealing, od południa z Richmond upon Thames, od wschodu z Hammersmith and Fulham, zaś od zachodu z dystryktem Spelthorne w hrabstwie Surrey.
W skład gminy Hounslow wchodzą następujące obszary:
| - Brentford - Chiswick - Cranford - East Bedfont - Feltham - Grove Park - Gunnersbury - Hanworth - Hatton - Heston | - Hounslow - Hounslow West - Isleworth - Lampton - Lower Feltham - North Hyde - Osterley - Spring Grove - Woodlands |

Gmina dzieli się na 20 okręgów wyborczych które nie pokrywają się dokładnie z podziałem na obszary, zaś mieszczą się w dwóch rejonach tzw. borough constituencies – Brentford and Isleworth i Feltham and Heston.
| - Bedfont (Feltham and Heston) - Brentford (Brentford and Isleworth) - Chiswick Homefields (Brentford and Isleworth) - Chiswick Riverside (Brentford and Isleworth) - Cranford (Feltham and Heston) - Feltham North (Feltham and Heston) - Feltham West (Feltham and Heston) - Hanworth (Feltham and Heston) - Hanworth Park (Feltham and Heston) - Heston Central (Feltham and Heston) | - Heston East (Feltham and Heston) - Heston West (Feltham and Heston) - Hounslow Central (Brentford and Isleworth) - Hounslow Heath (Brentford and Isleworth) - Hounslow South (Brentford and Isleworth) - Hounslow West (Feltham and Heston) - Isleworth (Brentford and Isleworth) - Osterley and Spring Grove (Brentford and Isleworth) - Syon (Brentford and Isleworth) - Turnham Green (Brentford and Isleworth) |

## Demografia
W 2011 roku gmina Hounslow miała 253 957 mieszkańców.
Podział mieszkańców według grup etnicznych na podstawie spisu powszechnego z 2011 roku:
| - Biali Brytyjczycy: 96 264 (37,9%) - Biali Irlandczycy: 4 775 (1,9%) - Irish Travellers: 183 (0,1%) - Pozostali biali: 29 283 (11,5%) - Mieszani Karaibowie: 2 273 (0,9%) - Mieszani Afrykanie: 1 730 (0,7%) - Mieszani Azjaci: 3 390 (1,3%) - Pozostali mieszani: 2 956 (1,2%) - Hindusi: 48 161 (19,0%) | - Pakistańczycy: 13 676 (5,4%) - Banglijczycy: 2 189 (0,9%) - Chińczycy: 2 405 (0,9%) - Pozostali Azjaci: 20 826 (8,2%) - Czarni Afrykanie: 10 787 (4,2%) - Czarni Karaibowie: 3 381 (1,3%) - Pozostali czarni: 2 645 (1,0%) - Arabowie: 3 638 (1,4%) - Pozostałe grupy etniczne: 5 395 (2,1%) |

Podział mieszkańców według wyznania na podstawie spisu powszechnego z 2011 roku:
- Chrześcijaństwo – 42,0%
- Islam – 14,0%
- Hinduizm – 10,3%
- Judaizm – 0,3%
- Buddyzm – 1,4%
- Sikhizm – 9,0%
- Pozostałe religie – 0,6%
- Bez religii – 15,9%
- Nie podana religia – 6,5%

Podział mieszkańców według miejsca urodzenia na podstawie spisu powszechnego z 2011 roku:
| - Wielka Brytania (144 044 – 56,72%) - Indie (27 288 – 10,75%) - Polska (10 355 – 4,08%) - Pakistan (7 051 – 2,78%) - Kenia (4 480 – 1,76%) - Irlandia (3 643 – 1,43%) - Somalia (2 707 – 1,07%) - Sri Lanka (2 660 – 1,05%) - Filipiny (2 027 – 0,80%) - Portugalia (1 394 – 0,55%) - Południowa Afryka (1 325 – 0,52%) - Francja (1 211 – 0,48%) - Niemcy (1 186 – 0,47%) - Stany Zjednoczone (1 192 – 0,47%) | - Bangladesz (1 137 – 0,45%) - Ghana (1 148 – 0,45%) - Litwa (1 143 – 0,45%) - Włochy (1 093 – 0,43%) - Iran (1 070 – 0,42%) - Australia (1 049 – 0,41%) - Nigeria (1 041 – 0,41%) - Rumunia (829 – 0,33%) - Hiszpania (786 – 0,31%) - Zimbabwe (705 – 0,28%) - Jamajka (677 – 0,27%) - Chiny (665 – 0,26%) - Turcja (413 – 0,16%) - pozostali (31 637 – 12,46%) |

## Transport

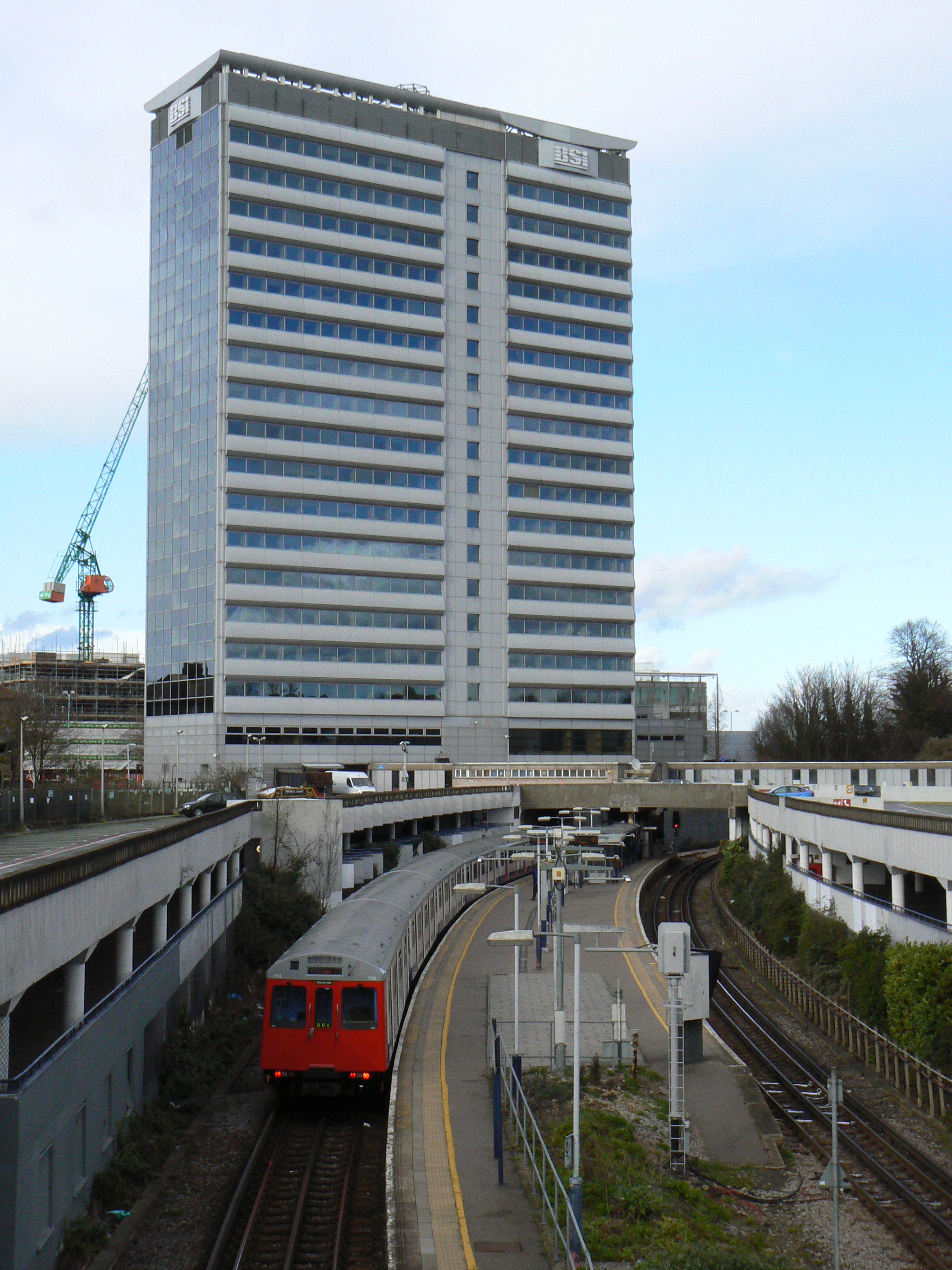
stacja Gunnersbury

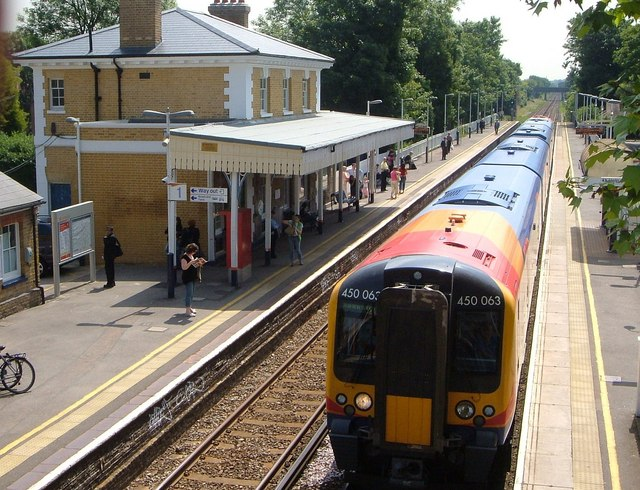
stacja Chiswick

Przez Hounslow przebiegają dwie linie metra: District Line, Piccadilly line.
Stacje metra:
- Boston Manor (na granicy z Ealing) – Piccadilly line
- Chiswick Park (na granicy z Ealing) – District Line
- Gunnersbury – District Line
- Hatton Cross (na granicy z Hillingdon) – Piccadilly line
- Hounslow Central – Piccadilly line
- Hounslow East – Piccadilly line
- Hounslow West – Piccadilly line
- Osterley – Piccadilly line
- Stamford Brook – District Line
- Turnham Green – District Line i Piccadilly line

Pasażerskie połączenia kolejowe na terenie Hounslow obsługują przewoźnicy: South West Trains i London Overground.
Stacje kolejowe:
- Brentford
- Chiswick
- Feltham
- Hounslow
- Isleworth
- Kew Bridge
- Syon Lane

Stacje London Overground:
- Gunnersbury

Mosty:
- Chiswick Bridge
- Kew Bridge

## Miejsca i muzea
- Gunnersbury Park Museum[13]
- Syon House/Syon Park[14]
- Osterley House/Osterley Park[15]
- Boston Manor House[16]
- Kew Bridge Steam Museum[17]
- Musical Museum[18]
- Chiswick House[19]
- Hogarth’s House[20]
- Tabard Theatre[21]
- Watermans Arts Centre[22]

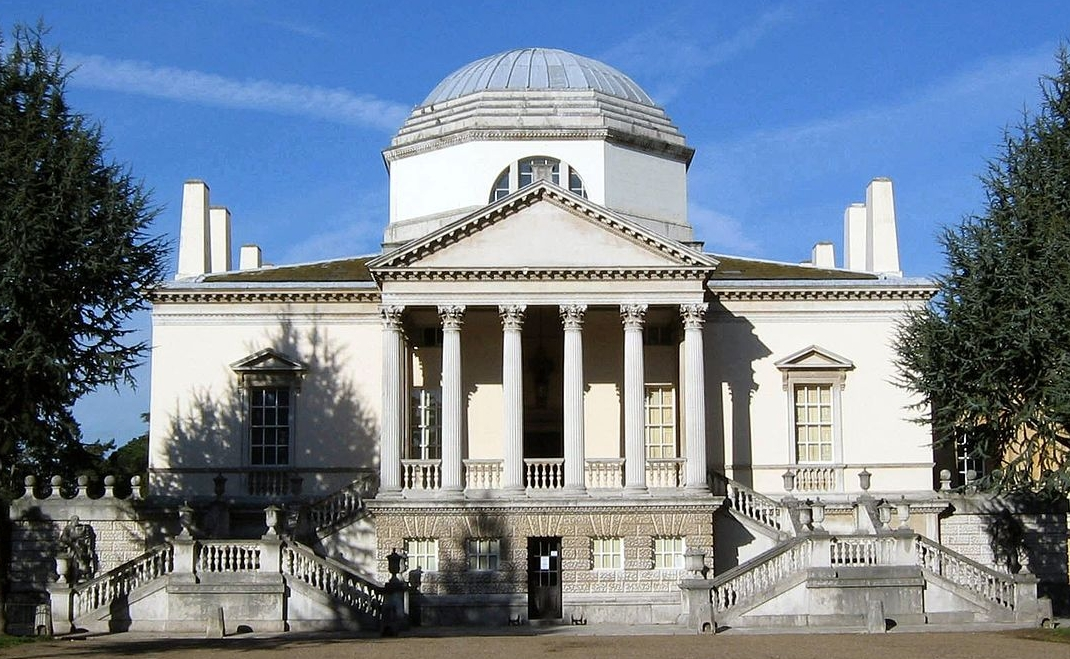
Chiswick House

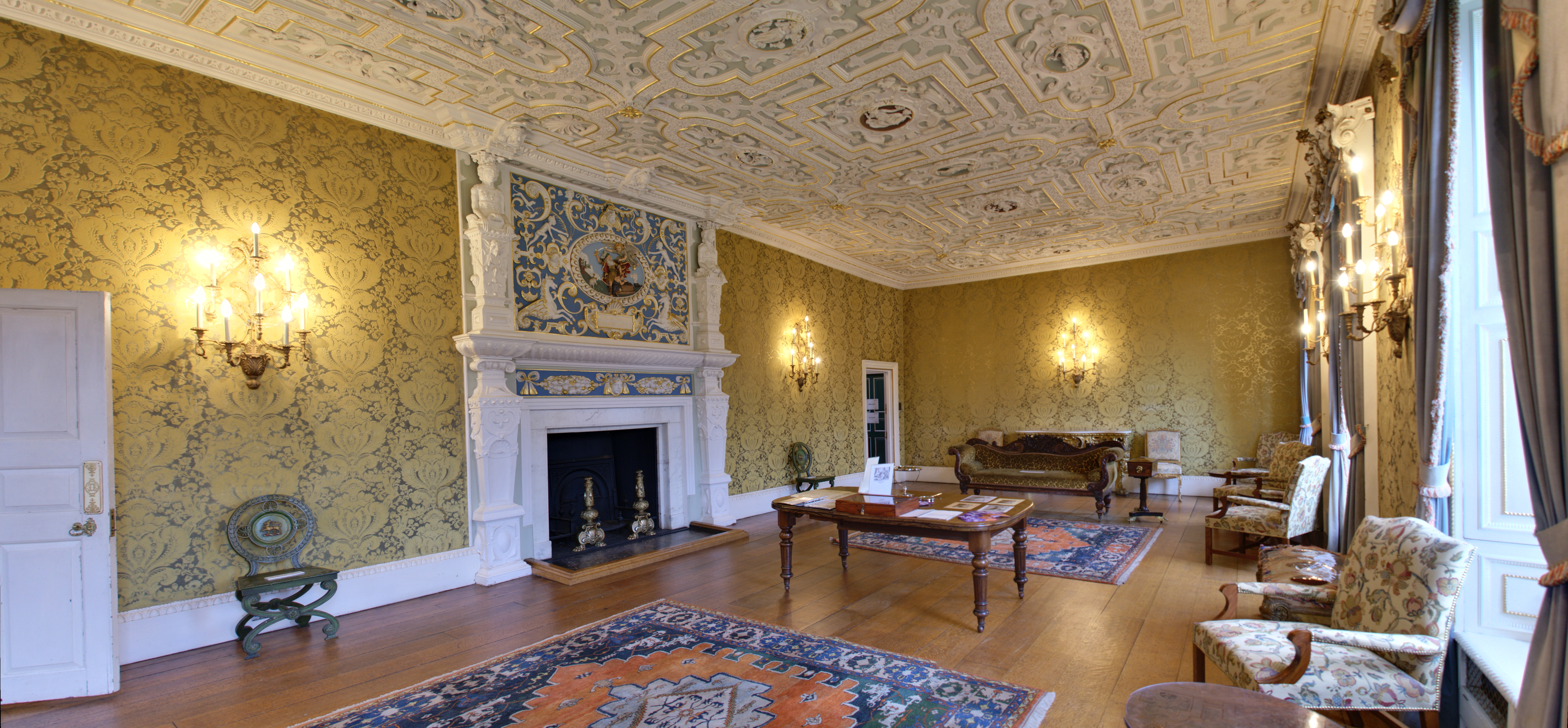
Boston Manor House

- Griffin Park – stadion klubu piłkarskiego Brentford F.C.
- w okolicy Chiswick Bridge znajduje się kilka klubów wioślarskich (m.in. University of London Boat Club), a także tuż przed mostem znajduje się meta m.in. słynnego wyścigu ósemek Oxford-Cambridge w wioślarstwie na Tamizie
- siedziba British Sky Broadcasting
- Dukes Meadow Golf Club[23]
- Wyke Green Golf Club[24]
- Airlinks Golf Course[25]
- Hounslow Heath Golf Course[26]

## Edukacja
- University of West London (Brentford Campus)[27]
- Arts Educational Schools London[28]
- Brentford School for Girls[29]
- Chiswick Community School[30]
- Cranford Community College[31]
- Feltham Community College[32]
- Green School[33]
- Gumley House Convent School[34]
- Gunnersbury Boys’ School[35]
- Heathland School[36]
- Heston Community School[37]
- Hounslow Manor School[38]
- International School of London[39]
- Isleworth and Syon School[40]
- Lampton School[41]
- New London College[42]
- Oak Heights Independent School[43]
- Rivers Academy[44]
- St. Marks Catholic School[45]
- West Thames College[46]

## Znane osoby
W Hounslow urodzili się m.in.
- Jimmy Page – gitarzysta
- Phil Collins – piosenkarz i perkusista
- Sebastian Coe – lekkoatleta
- Ian Gillan – wokalista hardrockowy
- Helen Mirren – aktorka
- Alistair Overeem – kickbokser i zawodnik MMA
- John Entwistle – basista, wokalista i klawiszowiec
- Pete Townshend – gitarzysta i autor tekstów
- Kim Wilde – piosenkarka
- Edmund Goulding – reżyser i scenarzysta
- Patsy Kensit – aktorka
- Anthony Collins – filozof, wolnomyśliciel i orędownik deizmu
- Charles Hawtrey – aktor
- Charles Robert Ashbee – architekt
- David Attenborough – biolog